# Wolf E. Schultz

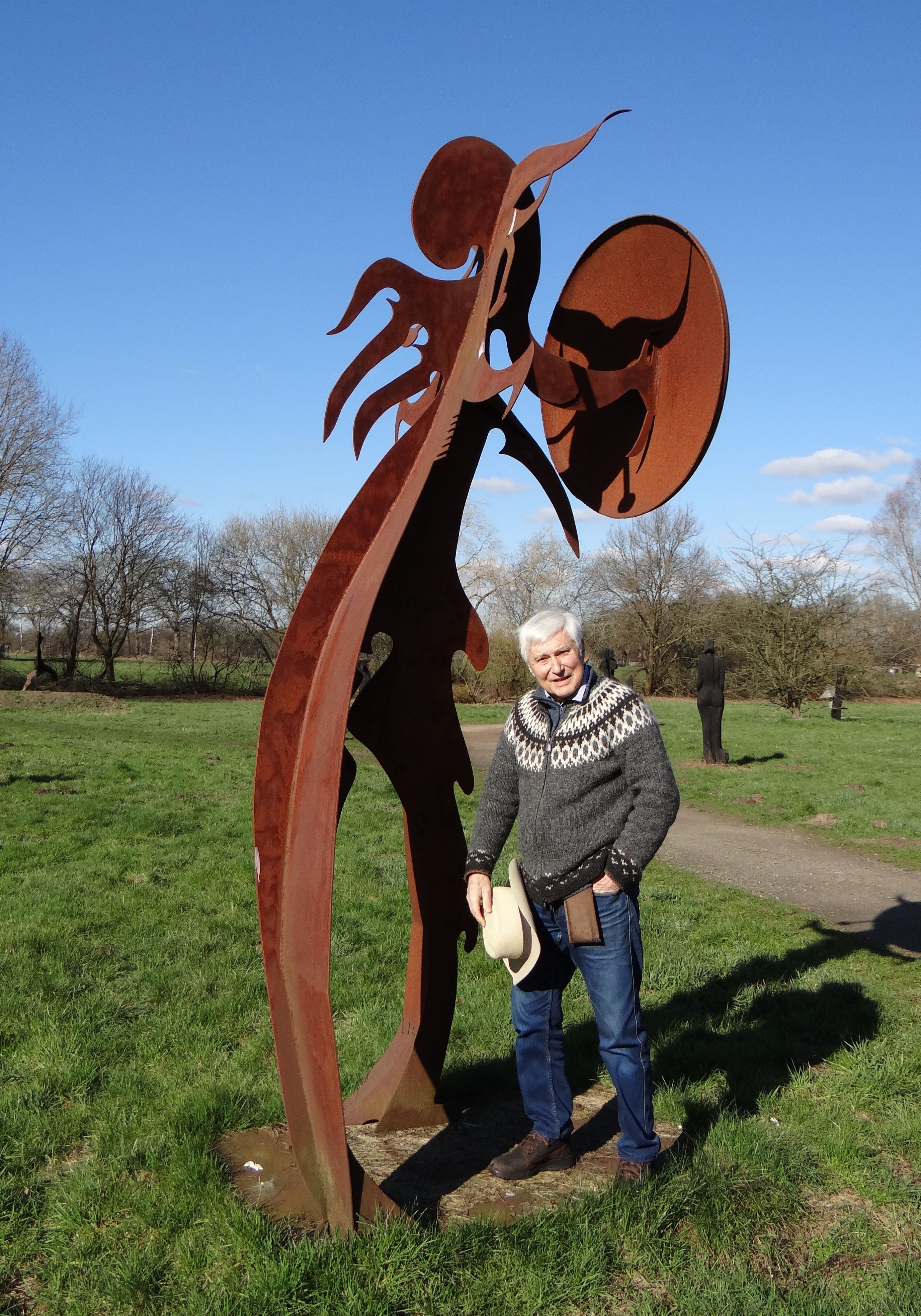
Wolf E. Schultz mit Ahriman, Hude

Wolf E. Schultz (* 12. Juli 1940 in Swinemünde) ist ein deutscher bildender Künstler. Zur Signatur auf Skulpturen benutzt er seine Initialen „WES“.

## Leben
Wolf E. Schultz, der früher als Nautiker, Texter und Fotograf tätig war, ist seit 1970 freischaffender Bildhauer. 1976 gründete er neben seinem Atelier die Galerie OMPF. Schultz war an zahlreichen internationalen Bildhauersymposien beteiligt. Seit Anfang der 1970er-Jahre nahm er an rund 150 Ausstellungen im In- und Ausland teil. Seit Mitte der 80er Jahre lebt der Künstler in Hude zwischen Oldenburg und Bremen. Eigene Kataloge sowie Beteiligungen an Gemeinschaftskatalogen entstanden. Schultz ist Begründer des Skulpturenweges (1989), des Skulpturenufers (1992) und des Skulpturenhauses (1993) in Hude. Zudem stiftete und finanzierte er 1990 das erste internationale Huder Bildhauersymposium. Bis 2011 sind über tausend Skulpturen entstanden, die im privaten und öffentlichen Raum stehen. Ab 2007 widmete sich Schultz verstärkt der Fotografie. In diesem Zusammenhang prägte er den Begriff „Waldgeister“ mit der gleichnamigen Wanderausstellung.
Als Gemeinschaftsprojekt mit der Gemeinde Hude im niedersächsischen Landkreis Oldenburg schuf er das Skulpturenufer.
Wolf E. Schultz wurde 2019 mit dem Kunst- und Kulturpreis Landkreis Oldenburg für sein Lebenswerk ausgezeichnet.

## Kunstverständnis
Wolf E. Schultz arbeitet überwiegend mit Holz, Stein, Bronze und Stahl. Er betrachtet sich in seiner Kunst als frei von Ideologie, Politik oder Werbung. Kunst ist nach seiner Auffassung nicht dem wirtschaftlichen Denken oder einer Lehrmeinung unterworfen, sondern nur dem eigenen Selbst verpflichtet. Er sieht das Selbst als die Schnittstelle zur Gesamtnatur an. Kunst äußere dieses Verhältnis und solle deshalb nicht instrumentalisiert werden.

„In meiner Arbeit will ich echt sein, bei mir selbst sein, das heißt authentisch sein – ohne Gedanken an den Markt oder andere Fremdbestimmungen.“

Schultz definiert die Bildhauerei als eine Auseinandersetzung mit der unsichtbaren und der sichtbaren Welt. Freiheit würde durch die Beziehung der Menschen zu Formen sichtbar. Formen seien Entsprechungen der Gefühle.

## Werke (Auswahl)

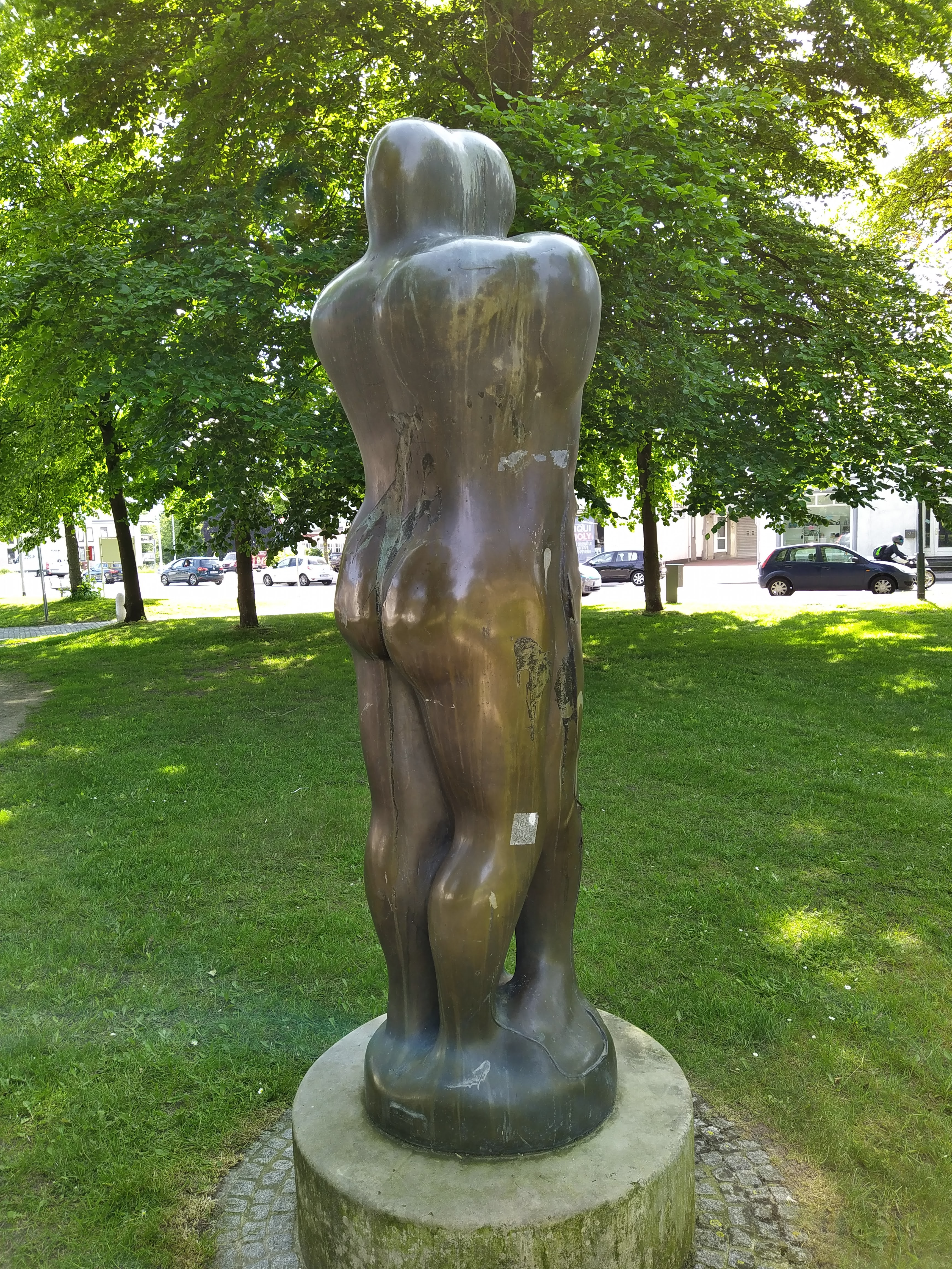
Animus Anima Achim
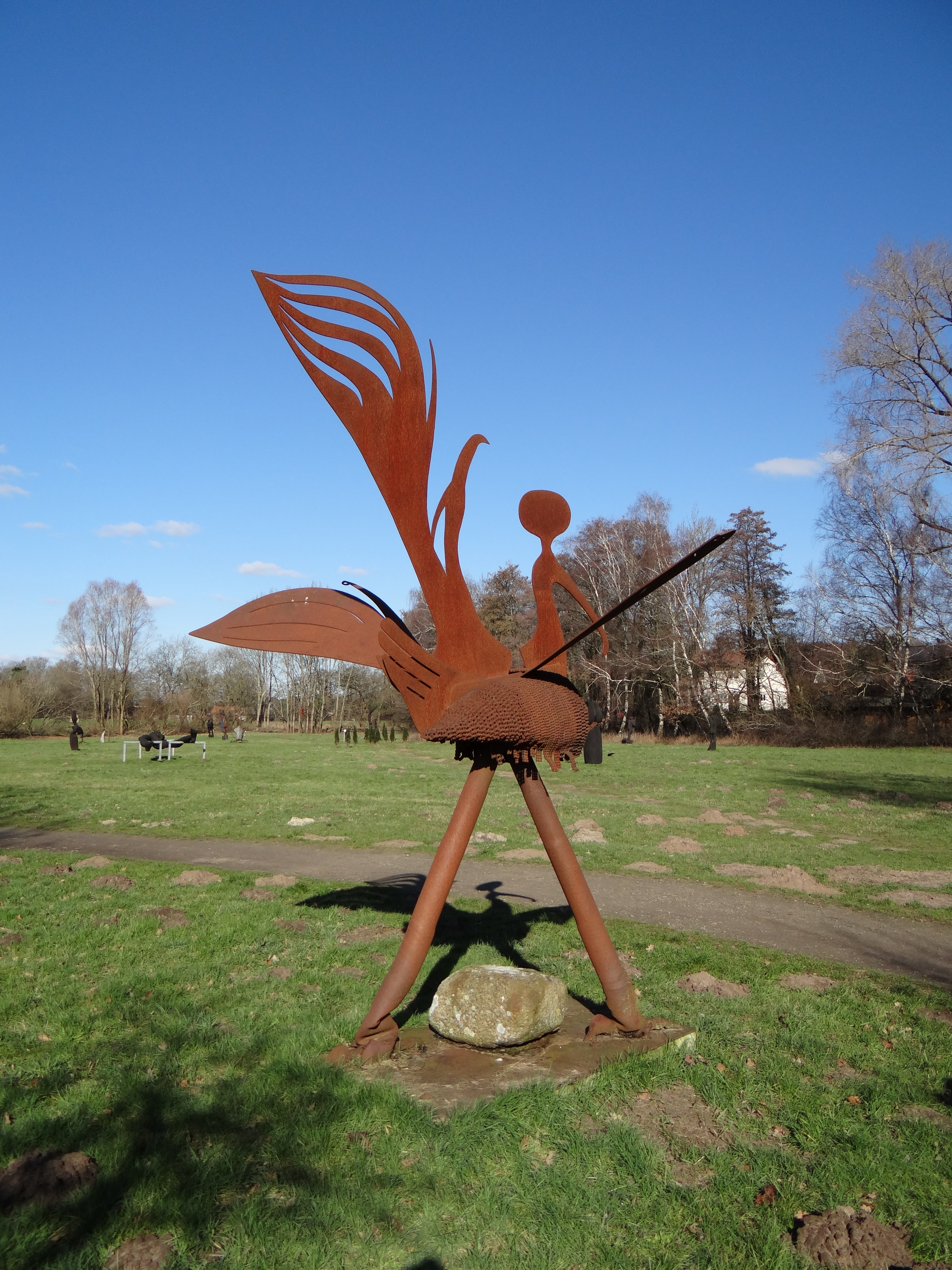
Der Fortschreiter Hude
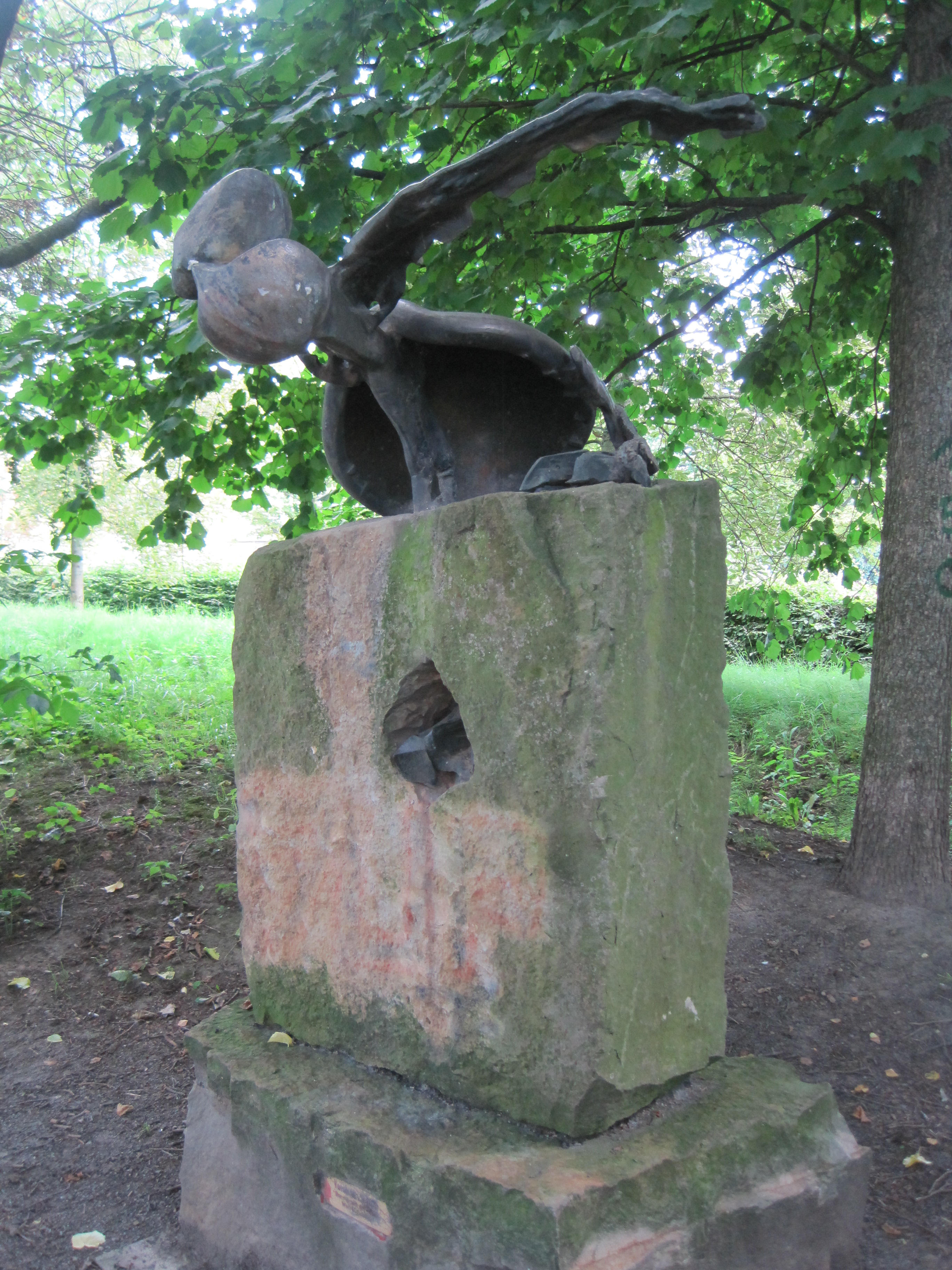
Durchbruch der Gene Stadthagen